# Вулиця Пропелерна (Львів)
Вулиця Пропелерна — вулиця у Залізничному районі Львова, місцевість Левандівка. Прилучається до вулиці Повітряної.
Від 1924 року називалась Словацького. Сучасна назва від 1933 року. Забудова — одно-двоповерховий конструктивізм, одноповерхова садибна забудова, одно-дво-поверхова забудова 2000-х, будинки NN 75, 77 — дерев'яні.